# Quentin Scott
Quentin Scott (31 de maig del 1988, Little Rock, Arkansas) és un linebacker de futbol americà que des del 30 de juliol de 2011 signà contracte amb els Oakland Raiders. El mateix any havia jugat com a agent lliure als Chicago Bears. Abans havia jugat, en la lliga estudiantil, amb l'equip de University of Northern Iowa.